# Cem Özdemir (cầu thủ bóng đá)
Cem Özdemir (sinh ngày 22 tháng 7 năm 1992) là một cầu thủ bóng đá Thổ Nhĩ Kỳ thi đấu cho Sivasspor.
Cem ra sân 1 lần cho Đội tuyển bóng đá U-20 quốc gia Thổ Nhĩ Kỳ, trong trận thắng 1-0 trước U-20 Ukraina.